# Octavio Cordero
Octavio Cordero är en ort i Ecuador.   Den ligger i provinsen Azuay, i den södra delen av landet, 290 km söder om huvudstaden Quito. Octavio Cordero ligger 2 721 meter över havet och antalet invånare är 2 271.
Terrängen runt Octavio Cordero är huvudsakligen kuperad, men västerut är den bergig. Runt Octavio Cordero är det mycket tätbefolkat, med 1 632 invånare per kvadratkilometer. Närmaste större samhälle är Cuenca, 11,9 km söder om Octavio Cordero. Omgivningarna runt Octavio Cordero är en mosaik av jordbruksmark och naturlig växtlighet.